# 엄재창
엄재창(嚴在昌, 1958년 12월 10일 ~ )은 대한민국의 정치인이다. 충청북도 단양군의회 제5대 전반기 의장과 충청북도의회 제10대 후반기 부의장을 지냈다.

## 학력
- 단양초등학교 졸업
- 단양중학교 졸업
- 제천고등학교 졸업
- 한국방송통신대학교 행정학과 학사
- 연세대학교 정경대학원 행정학 석사

## 경력
- 1984 철도청 공무원 합격
- 1986 단양군 지방공무원 합격
- 단양 야간학교 교사

## 정치활동
- 새누리당 제천·단양당협부위원장
- 단양군의회 제5대 전반기 의장
- 단양희망포럼 대표
- 충북도교육청 교육정책청문관
- 바르게살기 단양군협의회 자문위원
- 민주평화통일자문회의 단양군협의회 자문위원
- 자유한국당 충북도당 운영위원
- 여의도연구원 정책자문위원
- 충청북도의회 제10대 전반기 제1기 예산결산특별위원회 위원장
- 충청북도의회 제10대 전반기 행정문화위원회 부위원장
- 충청북도의회 제10대 전반기 의회운영위원회 위원
- 충청북도의회 제10대 항공정비산업점검특별위원회 위원장
- 충청북도의회 제10대 후반기 예산결산특별위원회 위원
- 충청북도의회 제10대 후반기 부의장
- 충청북도의회 제10대 후반기 산업경제위원회 위원
- 충청북도의회 제10대 후반기 윤리특별위원회 위원

## 저서
- 생각을 바꾸면 미래가 달라진다.

## 수상
- 2010 매니페스토 약속대상
- 2010 의정활동 전국 우수상 수상
- 2016 충북참여연대, 도의회 우수 의원
- 2018 대한민국 빛낸 21세기 한국인상

## 역대 선거 결과
|  | 14.27% |

|  | 32.63% |

|  | 52.36% |

|  | 16.57% |